# Jiří Hubač
Jiří Hubač (27. srpna 1929 Praha – 27. září 2011 Praha) byl český dramatik a scenárista.

## Život
Původním povoláním konstruktér, začínal v Československé televizi jako dramaturg po roce 1961, od roku 1974 se živil výkonem svobodného povolání. Již dříve spolupracoval s Jaroslavem Dietlem, vlastního výrazného úspěchu dosáhl hrami Ikarův pád (1977) a Nezralé maliny (1981). Jeho snahou bylo tvořit role na míru vybraným hercům, v realizaci tohoto přístupu měl oporu ve svém blízkém spolupracovníku, režisérovi Františku Filipovi. Velký ohlas zaznamenaly i jeho televizní seriály Dobrá Voda (1982) a Sanitka (1985). Zdramatizoval řadu románů, např. Král Krysa od Jamese Clavella či Komu zvoní hrana od Ernesta Hemingwaye. V roce 1989 byl jmenován zasloužilým umělcem a v roce 2000 byl uveden do televizní Dvorany slávy při vyhlašování cen TýTý. Dále obdržel Cenu Trilobit a Cenu Vladislava Vančury.
Jiří Hubač je pohřben na Kyjském hřbitově v Praze 9.